# آمونیوم کلرات
آمونیوم کلرات (به انگلیسی: Ammonium chlorate) یک ترکیب شیمیایی با شناسه پاب‌کم ۶۱۴۹۱ است. شکل ظاهری این ترکیب، بلورهای بی‌رنگ کوچک است.